# 雷诺·卡普颂

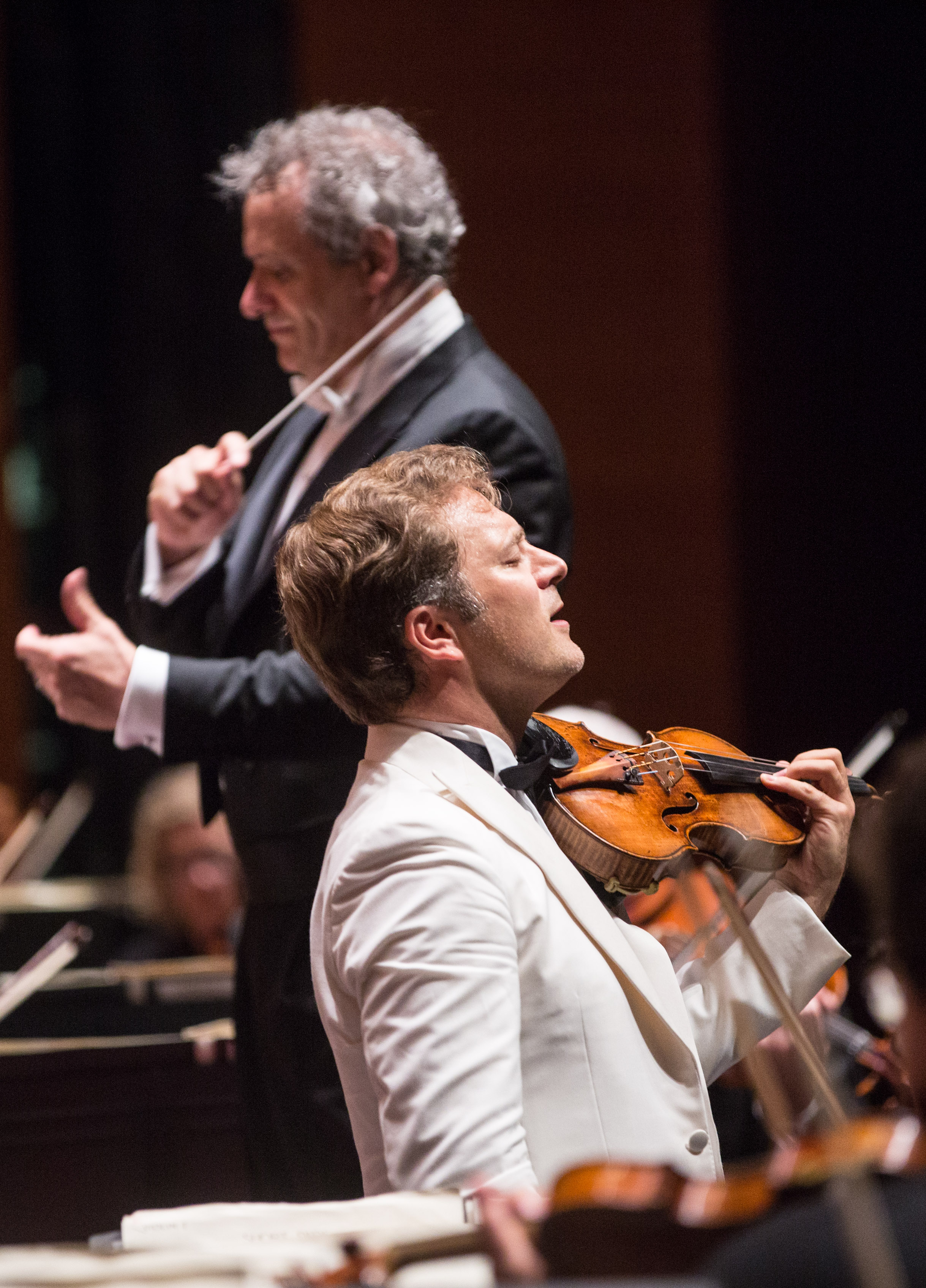
雷诺·卡普颂与路易·兰格，2017年

雷诺·卡普颂（法語：Renaud Capuçon，1976年1月27日—），法国小提琴家。

## 简介
雷诺·卡普颂14岁起就读巴黎音乐学院，师从热拉尔·普雷，完成了小提琴和室内乐的学业。托馬斯·布蘭迪斯和艾萨克·斯特恩也曾是卡普颂的老师。
雷诺·卡普颂的弟弟葛替耶尔·卡普颂是一名大提琴家，两人都曾加入过欧盟青年管弦乐团和古斯塔夫·马勒青年管弦乐团，并时常有合作唱片和演出。2014年起，雷诺·卡普颂成为洛桑音乐学院的小提琴教授。
雷诺·卡普颂演出使用的是一把1737年的瓜爾內里名琴（Guarneri del Gesù "Panette"），由瑞意银行从艾萨克·斯特恩手中购得。
卡普頌目前是德意志留声机旗下的簽約藝人，早先則隸屬於Erato。

## 荣誉奖项
- 2004年：回声音乐古典奖“年度新人藝術家”[4]
- 2005年：法国古典音乐奖（英语：Victoires de la musique classique）“年度樂器獨奏家”[5]
- 2011年：法国荣誉军团勋章騎士勳位

## 外部連結
- 雷诺·卡普颂的Discogs页面（英文）